# Kunovice
Kunovice (německy Kunowitz) jsou město v okrese Uherské Hradiště ve Zlínském kraji. Leží tři kilometry jižně od Uherského Hradiště na řece Olšavě. Žije zde přibližně 5 700 obyvatel. Spolu s Uherským Hradištěm a Starým Městem tvoří městskou aglomeraci s 38 tisíci obyvateli.

## Historie
První písemná zmínka o obci pochází z roku 1196 (Cunovicz). V obci se nacházela stará tvrz, v pozdější době velký mlýn, na jehož místě stojí základní škola.

## Obyvatelstvo
| Rok            | 1869  | 1880  | 1890  | 1900  | 1910  | 1921  | 1930  | 1950  | 1961  | 1970  | 1980  | 1991  | 2001  | 2011  | 2021  |
| -------------- | ----- | ----- | ----- | ----- | ----- | ----- | ----- | ----- | ----- | ----- | ----- | ----- | ----- | ----- | ----- |
| Počet obyvatel | 3 364 | 3 539 | 3 776 | 4 075 | 4 452 | 4 698 | 4 520 | 4 800 | 5 333 | 5 368 | 5 558 | 5 195 | 5 152 | 5 496 | 5 337 |
| Počet domů     | 671   | 712   | 745   | 766   | 820   | 850   | 974   | 1 163 | 1 209 | 1 270 | 1 303 | 1 427 | 1 425 | 1 554 | 1 616 |

## Městská správa
Mezi lety 1869–1971 Kunovice byly obcí v okrese Uherské Hradiště. Od 26. listopadu 1971 do 23. listopadu 1990 patřily jako část města k Uherskému Hradišti a od 24. listopadu 1990 jsou opět samostatnou obcí. Po osamostatnění byly v roce 1997 povýšeny na město.

### Městské symboly
Znak a vlajka byly obci uděleny rozhodnutím předsedy Poslanecké sněmovny Parlamentu České republiky dne 5. května 1994.

## Průmysl
Od roku 1936 je v Kunovicích soustředěna letecká výroba – sídlí zde podnik Aircraft Industries (dříve Let Kunovice) a později vzniklé společnosti Czech Sport Aircraft a Evektor-Aerotechnik. V souvislosti s touto výrobou zde funguje i neveřejné mezinárodní letiště Kunovice s betonovou dráhou se dvěma souběžnými travnatými dráhami. Poblíž letiště se nachází také letecké muzeum.
Budova na okraji Kunovic (dříve sídlo samostatného podniku Slovácká Fruta) je sídlem potravinářské společnosti Hamé (původně vzniklé v Babicích).

## Pamětihodnosti
- Kostel svatého Petra a Pavla
- Kaplička Panny Marie
- Socha svatého Floriána
- Pomník Rudé armády
- Krucifix
- Fara
- Školní budova z roku 1886 (dnes Evropský polytechnický institut)
- Letiště Kunovice
- Letecké muzeum

Každý druhý rok se v Kunovicích pořádá jízda králů.

## Osobnosti
- František Snopek (1853–1921), historik, archivář, kněz
- Antonín Brož (1895–1983), herec, režisér a divadelní ředitel
- Zdena Ančík (1900–1972), novinář, spisovatel, rodák z Kunovic
- Jan Hrubý (1915–1942), voják, příslušník výsadku Bioscop
- Otto Sukup (1926–2012), sochař a pedagog
- Josef Abrhám (1939 Zlín–2022), herec, v roce 2007 mu bylo uděleno čestné občanství u příležitosti 10. výročí povýšení Kunovic na město
- P. Mgr. František Hanáček (* 1952), římskokatolický kněz, svatomořický probošt a člen Kněžské rady

## Partnerská města
- Stará Turá, Slovensko
- Pocheon, Jižní Korea
- West, Spojené státy

## Galerie

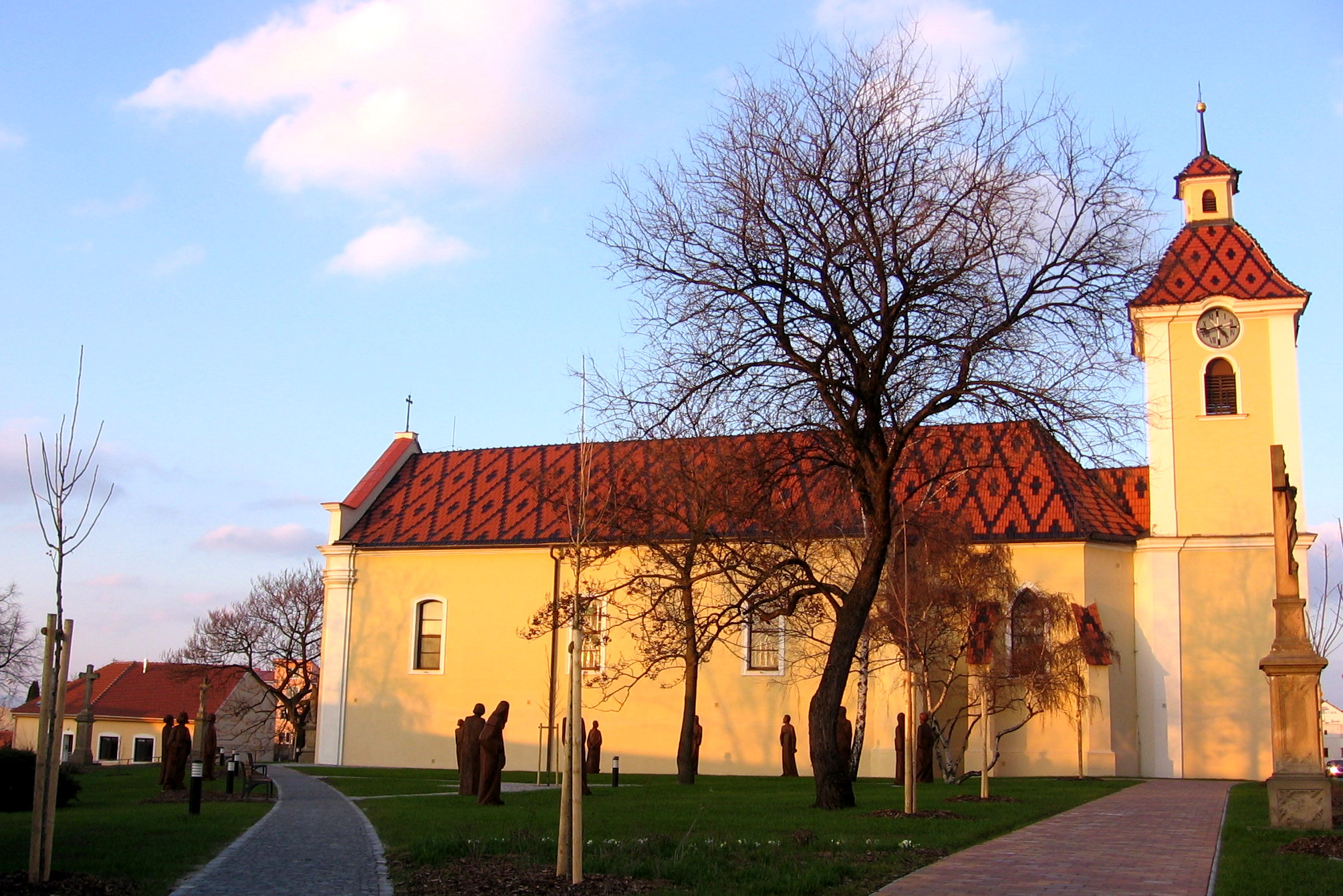
Kostel sv. Petra a Pavla
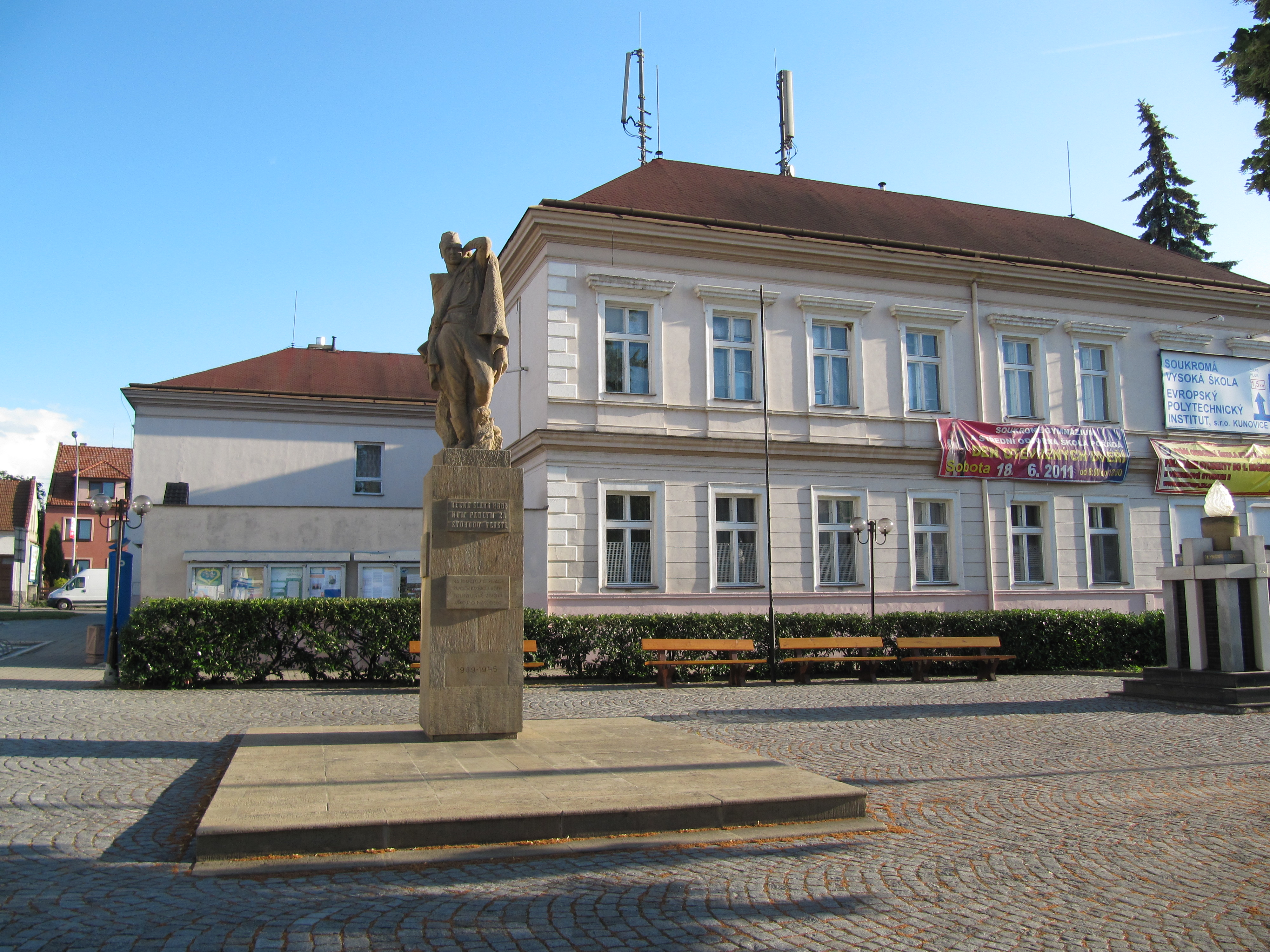
Pomník na náměstí Svobody
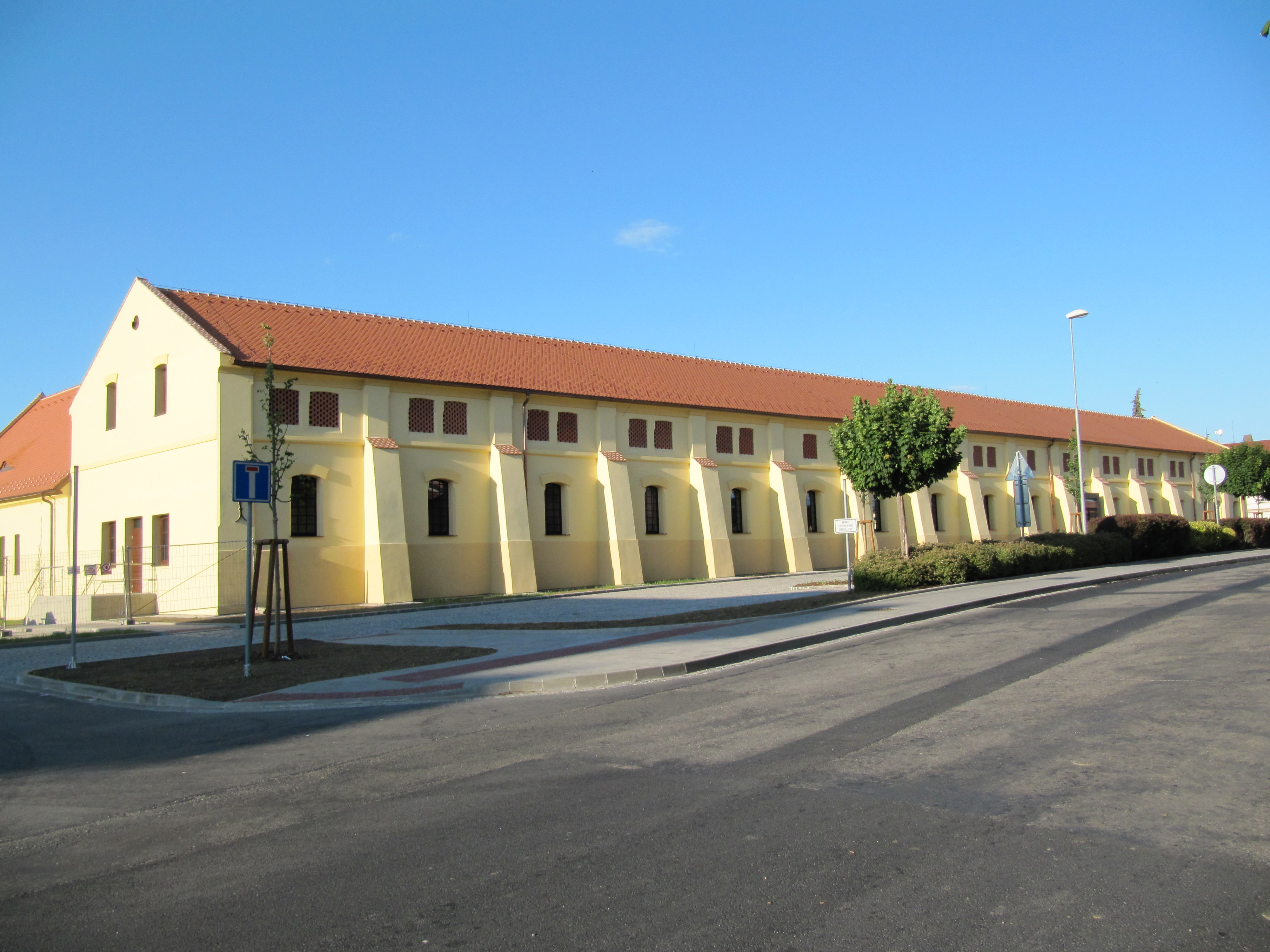
Panský dům
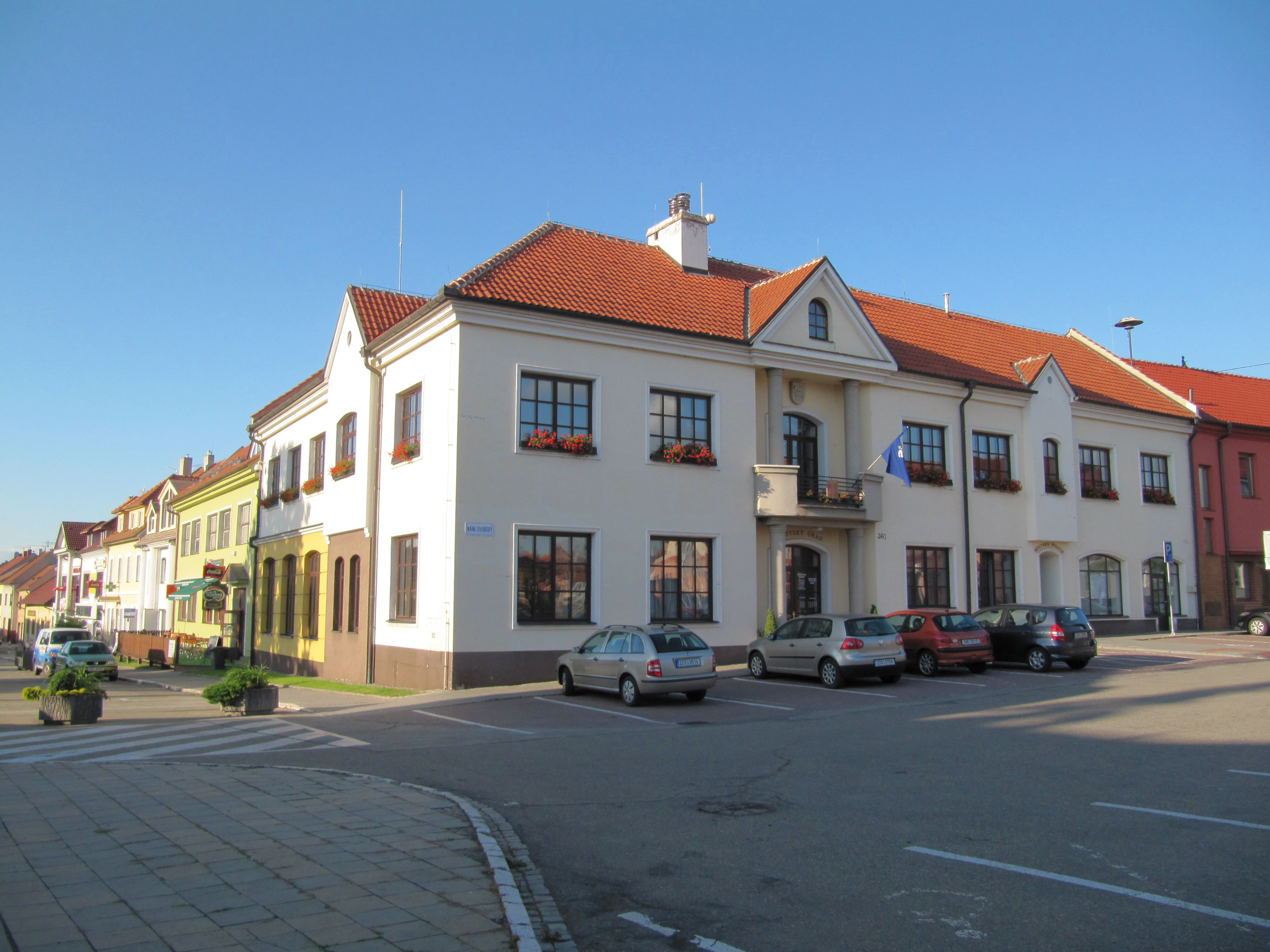
Radnice
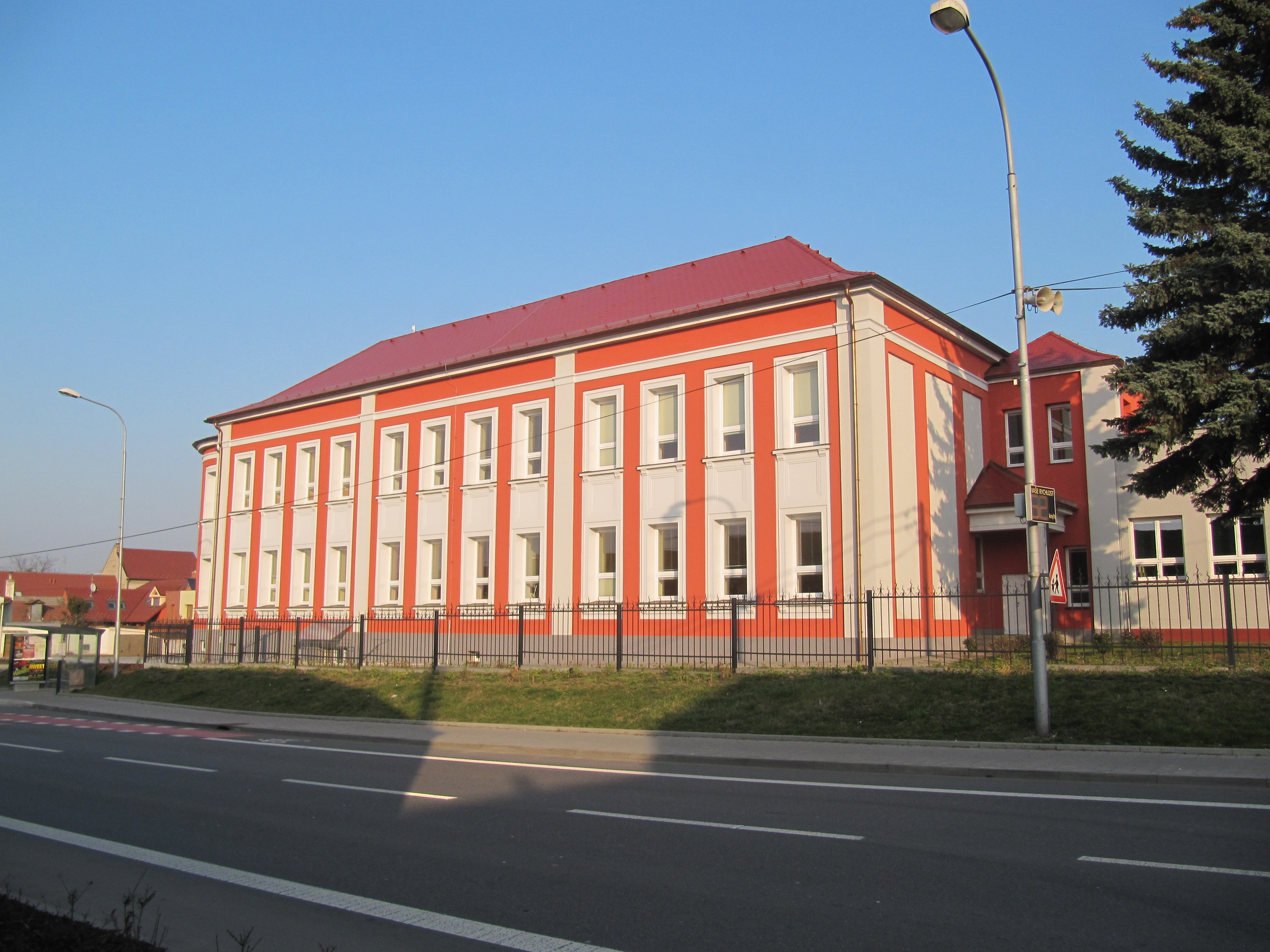
Základní škola
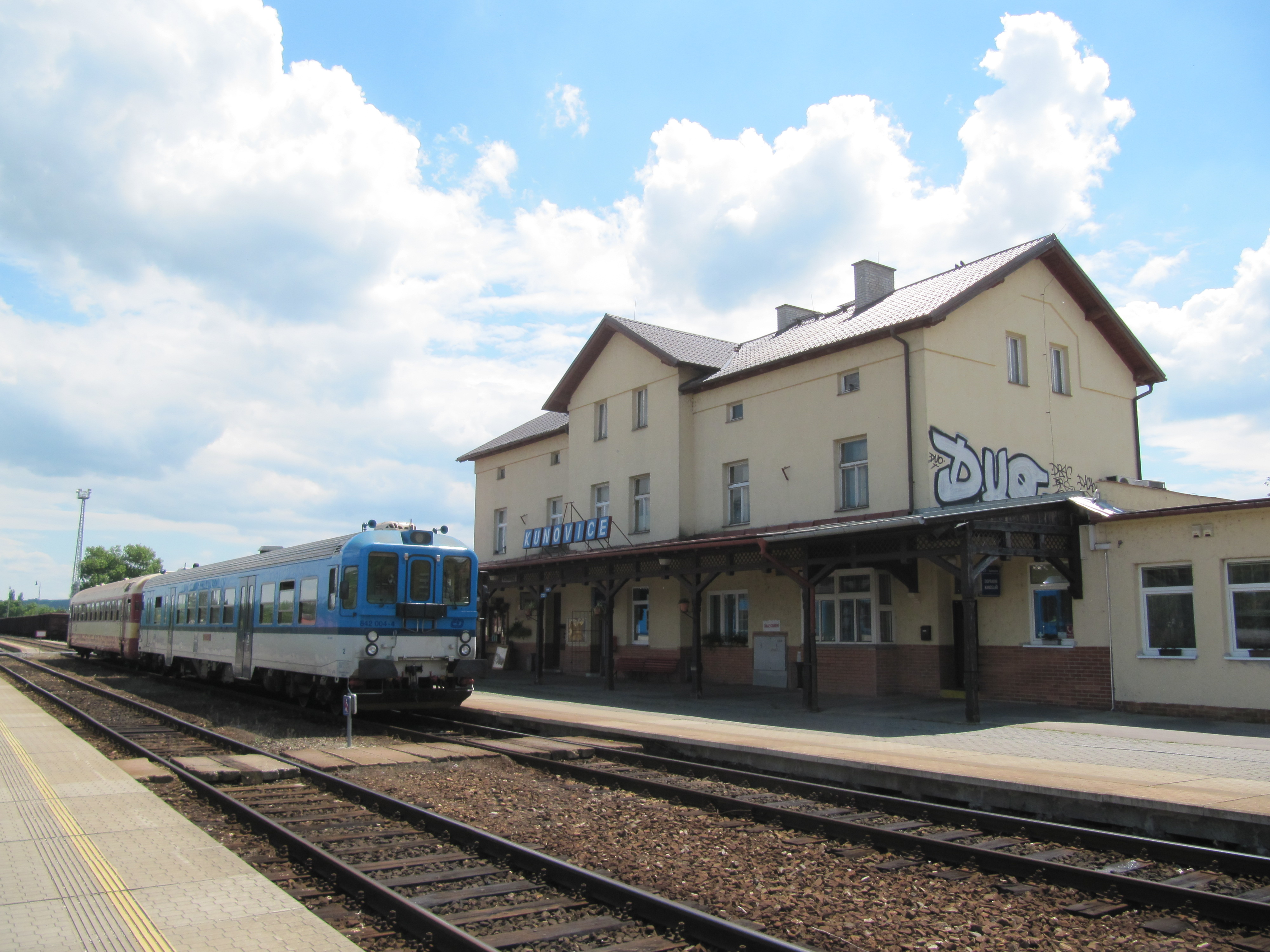
Železniční stanice
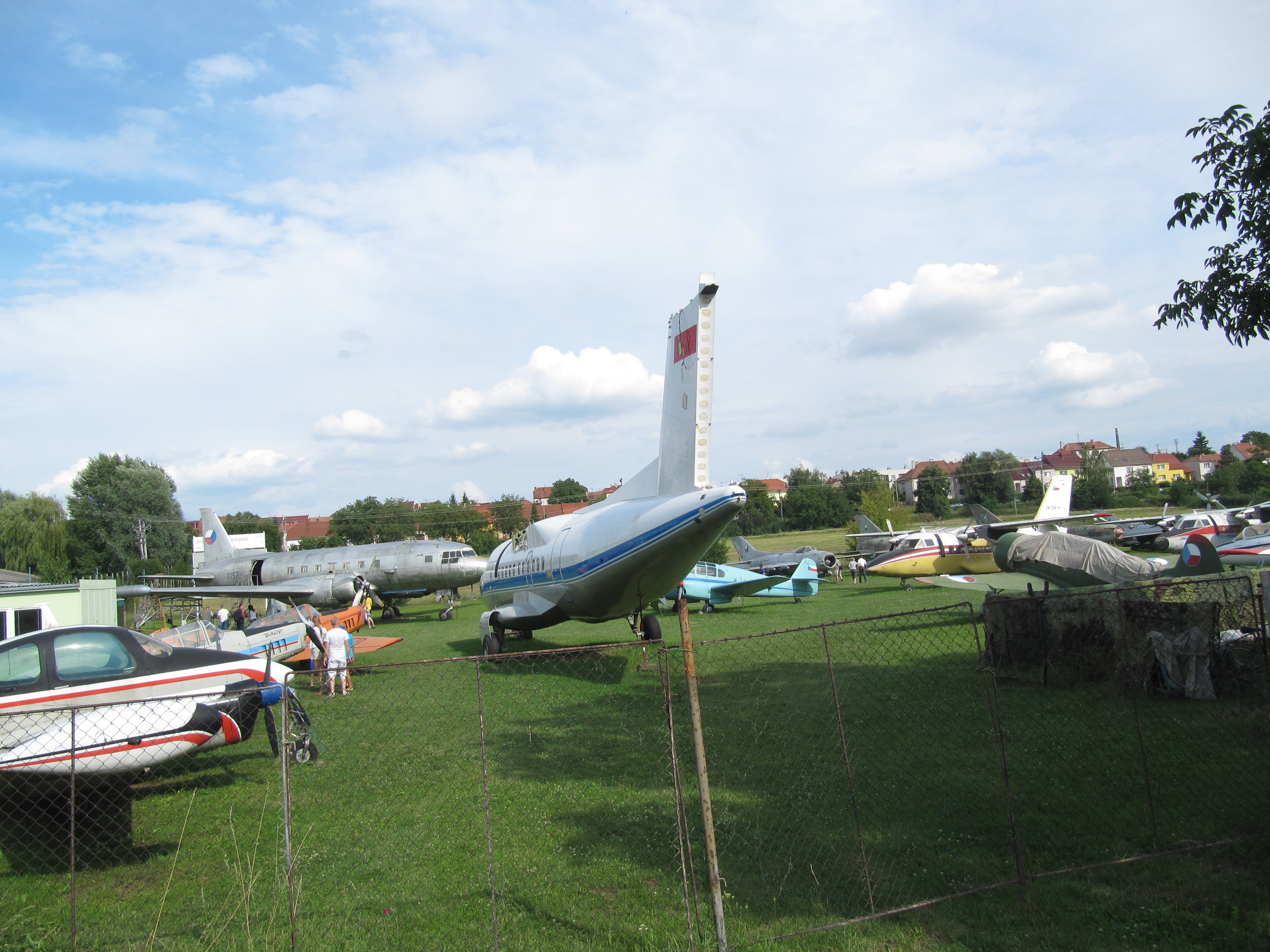
Slovácké letecké muzeum
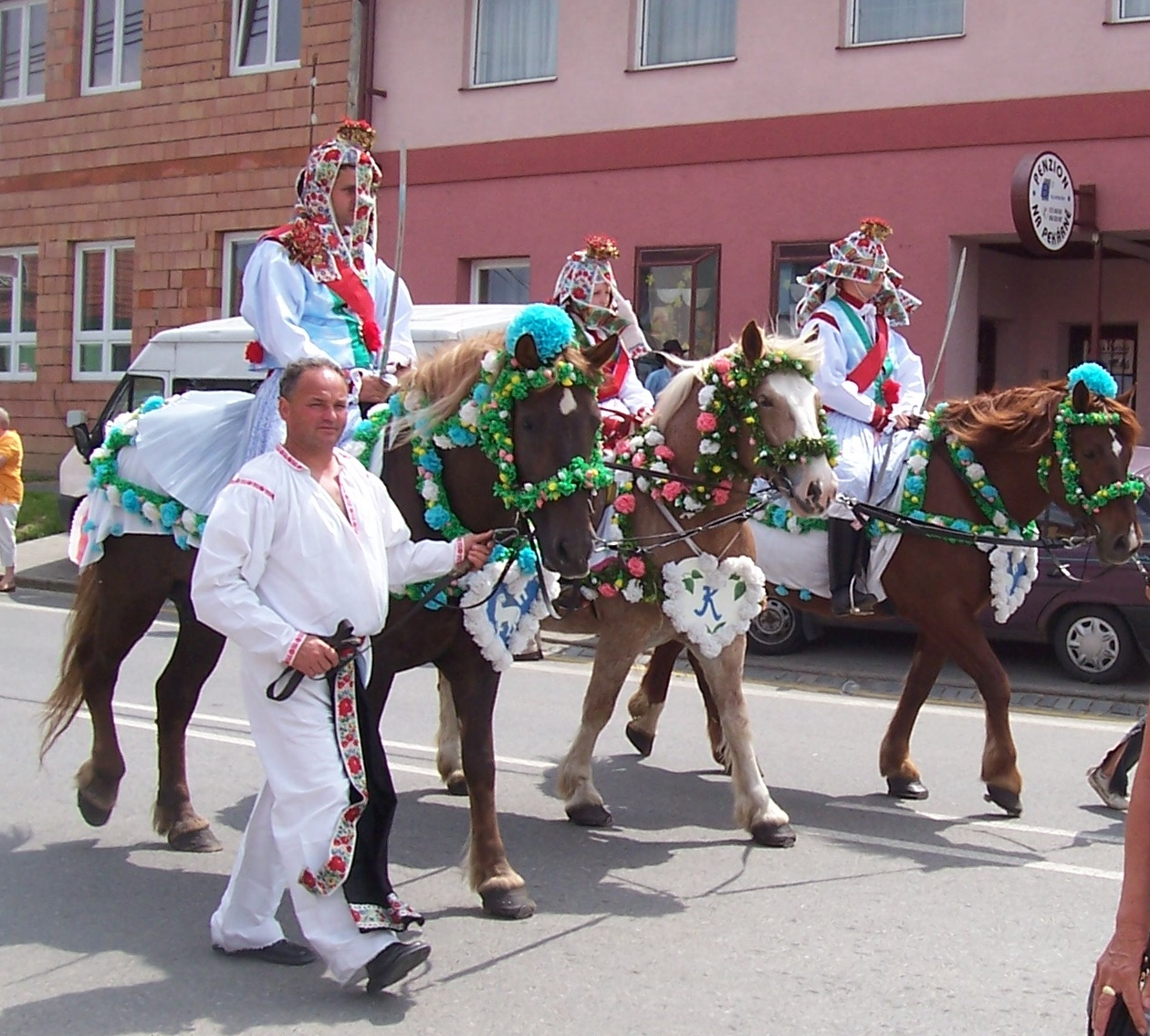
Jízda králů 2008